# 아이스-T
아이스-T(Ice-T, 본명: Tracy Marrow, 1958년 2월 16일 ~ )는 미국의 래퍼, 배우이다. 그래미 어워드에 네 번 후보에 올라 그중 두 번 수상하였다. 2000년부터 NBC 경찰물 《로앤오더: 성범죄 전담반》에 출연 중이며, 이를 통해 2022년 미국 텔레비전 시리즈 역사상 역대 최장 연속 출연 남배우로 등극하였다.

## 음반 목록

### 정규 앨범
- Rhyme Pays (1987)
- Power (1988)
- The Iceberg/Freedom of Speech...Just Watch What You Say (1989)
- O.G. Original Gangster (1991)
- Home Invasion (1993)
- Ice-T VI: Return of the Real (1996)
- The Seventh Deadly Sin (1999)
- Gangsta Rap (2006)

### 보디 카운트
- Body Count (1992)
- Born Dead (1994)
- Violent Demise: The Last Days (1997)
- Murder 4 Hire (2006)
- Manslaughter (2014)
- Bloodlust (2017)
- Carnivore (2020)

## 영상 목록

### 영화
- 브레이킹 (1984)
- 닉크 (1991)
- 뉴 잭 시티 (1991)
- 트레스패스 (1992)
- CB4 (1993)
- 누가 왕초지? (1993)
- 서바이벌 게임 (1994)
- 코드명 J (1995)
- 탱크 걸 (1995)
- 빌로우 유토피아 (1997)
- 에어포스 21 (2000)
- 3000 마일 (2001)
- 씨커 (2001)
- 스탠바이 캅 (2010)
- 어글리돌 (2019) - 애니메이션

### 텔레비전
- 내일은 스타 (1983)
- 로앤오더: 성범죄 전담반 (2000-현재)
- 로앤오더: 범죄 전담반 (2005)
- 30 ROCK (2011-13)
- 시카고 PD (2014-16)
- 영거 (2016)
- 언브레이커블 키미 슈미트 (2016)
- 아메리칸 대드! (2018) - 애니메이션
- 새터데이 나이트 라이브 (2019, 2022)
- 릭 앤 모티 (2023) - 애니메이션